# Mike Iggulden
Michael Brian „Mike“ Iggulden (* 9. November 1982 in St. Catharines, Ontario) ist ein ehemaliger kanadischer Eishockeyspieler, der im Verlauf seiner aktiven Karriere zwischen 2001 und 2016 unter anderem zwölf Spiele für die San Jose Sharks und New York Islanders in der National Hockey League (NHL) auf der Position des Centers bestritten hat. Den Großteil seiner Karriere verbrachte er allerdings in der American Hockey League (AHL) und den europäischen Top-Ligen.

## Karriere
Iggulden spielte zunächst am Ridley College, ehe er von 2001 bis 2005 für vier Spielzeiten für die Cornell University in den Ligen der National Collegiate Athletic Association auflief. Der Power Forward, der in seinem zweiten College-Jahr wegen einer Fußverletzung lange ausgefallen war, konnte er in seiner letzten Spielzeit am College mit 18 Punkten in 35 Partien überzeugen.
Nach Beendigung der College-Saison 2004/05 verpflichteten die Rochester Americans aus der American Hockey League den ungedrafteten Kanadier auf Basis eines Amateur Tryout Offer (ATO) und setzten ihn bis zum Saisonende in insgesamt sechs Spielen ein. Vor der Saison 2005/06 nahmen ihn dann die Cleveland Barons, das damalige Farmteam der San Jose Sharks, mit einem Professional Tryout Offer (PTO) unter Vertrag. Bei den Barons absolvierte Iggulden eine hervorragende erste komplette AHL-Saison mit 48 Punkten in 77 Spielen und erhielt nach Beendigung der Spielzeit seinen ersten vollwertigen Profivertrag. Aufgrund der Umsiedlung der Barons, die nach Worcester im US-Bundesstaat Massachusetts umzogen und in Worcester Sharks umbenannt wurden, wechselte auch Iggulden mit dem Franchise dorthin. Nach einem weiteren starken Spieljahr verlängerten die Sharks seinen Vertrag um ein weiteres Jahr bis zum Ende der Saison 2007/08. In dieser entwickelte sich der Stürmer zum gefährlichsten Angreifer und erhielt eine Nominierung für das AHL All-Star Classic. Am 18. Februar 2008 wurde er schließlich erstmals in den NHL-Kader der San Jose Sharks berufen und gab sein Debüt. Im Saisonverlauf blieb es jedoch bei lediglich einem NHL-Einsatz. Nachdem sein Vertrag im Sommer 2008 ausgelaufen war, schloss er sich als Free Agent den New York Islanders an, bei denen er ebenfalls im AHL-Farmteam, den Bridgeport Sound Tigers, zum Einsatz kam. Insgesamt kam er auf 72 AHL-Einsätze, in denen ihm 66 Scorerpunkte gelangen. Damit bestätigte er seine Leistung aus dem Vorjahr. Des Weiteren bestritt er elf Begegnungen für die Islanders, in denen er fünf Scorerpunkte erzielte.
Nach der Spielzeit wurde Iggulden erneut zum Free Agent und entschied sich zu einem Wechsel nach Europa, als er einen Vertrag bei Dinamo Riga aus der Kontinentalen Hockey-Liga unterschrieb. Im Juli 2010 wurde er von den SCL Tigers aus der Schweizer National League A verpflichtet. Für diese absolvierte der Stürmer 50 NLA-Spiele in der regulären Saison und beendete diese mit einer Bilanz von 40 Punkten, die beste Ausbeute eines Spielers der Langnauer in dieser Spielzeit. Mit den SCL Tigers gelang Iggulden die Qualifikation für die Endrunde, in der die Mannschaft dem SC Bern in vier Spielen unterlag. Im Juni 2011 unterzeichnete er einen Kontrakt für eine Saison beim schwedischen Elitserien-Aufsteiger Växjö Lakers, ein Jahr später wechselte er innerhalb der Liga zum Rögle BK. Mit Letzterem stieg er im Frühjahr 2013 aus der Elitserien in die Allsvenskan ab und verließ den Verein im Anschluss daran. Daraufhin wurde Iggulden von Witjas Podolsk aus der KHL verpflichtet, aber nach 29 Spielen im November desselben Jahres entlassen.
Anschließend war der Stürmer vereinslos, ehe er im Januar 2014 vom KHL Medveščak Zagreb verpflichtet wurde, bei dem er jedoch nur selten zum Einsatz kam. Ab Juli 2014 stand Iggulden bei den Kölner Haien aus der Deutschen Eishockey Liga unter Vertrag, ehe er im August 2015 innerhalb der Liga zu den Augsburger Panthern wechselte. In der Saison 2015/16 kam er für Augsburg in 42 DEL-Spielen zum Einsatz und erreichte 28 Scorerpunkte. Nach dem Ende der Saison schlug er ein Angebot der Augsburger zur Vertragsverlängerung aus und gab im Mai 2016 das Ende seiner Spielerlaufbahn bekannt.

## Erfolge und Auszeichnungen
- 2003 Whitelaw-Cup-Gewinn mit der Cornell University
- 2005 Whitelaw-Cup-Gewinn mit der Cornell University
- 2008 Teilnahme am AHL All-Star Classic
- 2009 Teilnahme am AHL All-Star Classic

## Karrierestatistik
(Legende zur Spielerstatistik: Sp oder GP = absolvierte Spiele; T oder G = erzielte Tore; V oder A = erzielte Assists; Pkt oder Pts = erzielte Scorerpunkte; SM oder PIM = erhaltene Strafminuten; +/− = Plus/Minus-Bilanz; PP = erzielte Überzahltore; SH = erzielte Unterzahltore; GW = erzielte Siegtore; 1 Play-downs/Relegation; Kursiv: Statistik nicht vollständig)